# HTTrack
HTTrack — вільний офлайн-браузер з відкритим вихідним кодом.
Програма дозволяє створювати локальні копії сайтів або окремих сторінок для їх подальшого перегляду.
Також можна оновлювати існуючі дзеркала сайтів та відновлювати перервані завантаження.
HTTrack має багато параметрів налаштування та вбудовану систему допомоги.
Для Windows програма має назву WinHTTrack, для Unix-подібних — WebHTTrack, на основі Qt4 — HTTraQt.

## Можливості
- Можливість обирати глибину перевірки[3].
- Збереження структури сайту під час завантаження[4].
- Вбудований фільтр дозволяє виключити завантаження файлів за типом[5].
- Завантаження відбувається в багатопоточному режимі (налаштовується окремо).
- Підтримка проксі-серверів.

## Недоліки
- Максимальна швидкість — 250 Кбайт/с, у старих версіях — 50 Кбайт/с.